# Hydroporus signatus
Hydroporus signatus là một loài bọ cánh cứng trong họ Bọ nước. Loài này được Mannerheim miêu tả khoa học năm 1853.